# Hypomolis viridoides
Hypomolis viridoides là một loài bướm đêm thuộc phân họ Arctiinae, họ Erebidae.